# Proteção Animal Mundial

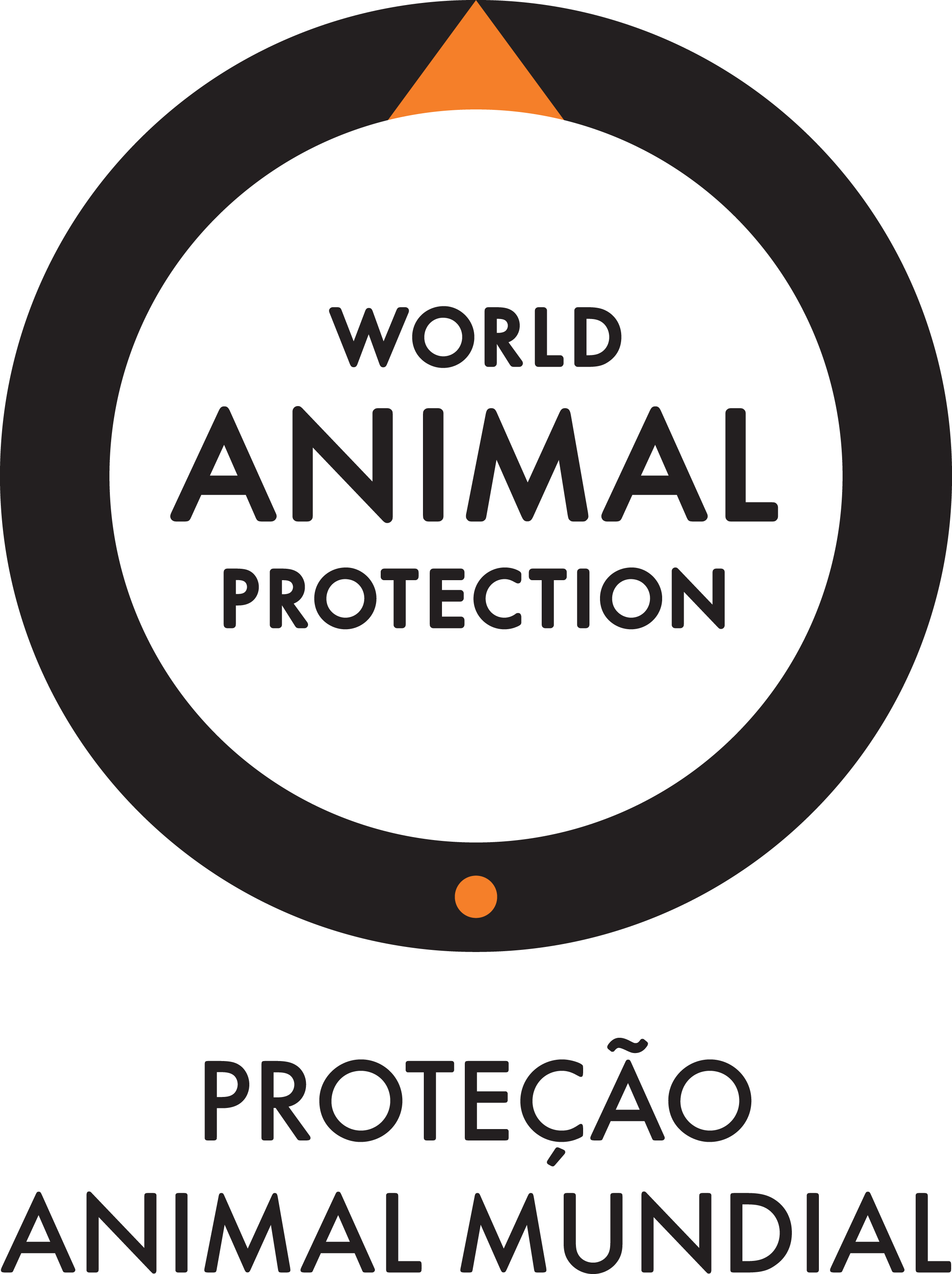
Logo da Proteção Animal Mundial

A Proteção Animal Mundial (World Animal Protection), anteriormente conhecida como WSPA (Sociedade Mundial de Proteção Animal), é uma organização global sem fins lucrativos dedicada à defesa e promoção dos direitos dos animais em todo o mundo. Fundada em 1950, a ONG tem se destacado como uma voz influente na luta contra o abuso e exploração de animais em todas as suas formas e, atualmente, conta com mais de sete milhões de apoiadores e cerca de 400 colaboradores no mundo inteiro. 
A sede da Proteção Animal Mundial está localizada em Londres, porém, a organização mantém 12 escritórios distribuídos na África, Ásia, Europa, América Latina e América do Norte.  
A ONG se esforça para criar mudanças significativas na forma como os animais são tratados, promovendo campanhas e defendendo práticas que respeitem sua dignidade e direitos fundamentais. Por isso, a missão da Proteção Animal Mundial é abordar questões essenciais relacionadas ao bem-estar animal, trabalhando em estreita colaboração com governos, comunidades e outras organizações.

## Datas
1950: Criada a Federação Mundial de Proteção Animal (World Federation for the Protection of Animals); 
1959: Formada a Sociedade Internacional de Proteção Animal (International Society for the Protection of Animals); 
1981: A WFPA e a ISPA se fundem para formar a WSPA (Sociedade Mundial de Proteção Animal); 
1996: Início da atuação do escritório da WSPA no Brasil, no dia 16 de janeiro; 
21 de novembro de 1995: A WSPA (Sociedade Mundial de Proteção Animal) chega ao Brasil. 
2014: Definido o nome atual: Proteção Animal Mundial (World Animal Protection). 

## Senciência como pilar da proteção aos animais
Nos últimos 20 anos, o conhecimento científico sobre a senciência animal avançou consideravelmente. Hoje, não há dúvida de que os animais são seres sencientes, ou seja, assim como os seres humanos, são capazes de experimentar uma ampla gama de emoções e sensações complexas, tanto positivas quanto negativas. Esses sentimentos incluem mágoa, empatia, medo, prazer e alegria. 

## Pecuária industrial e vida silvestre
O compromisso da Proteção Animal Mundial com a senciência animal é evidenciado em iniciativas que visam eliminar o sofrimento desnecessário dos animais nas indústrias de pecuária intensiva, onde vivem sem acesso a luz e em espaços insalubres, não podendo expressar seu comportamento natural e submetidos ao sofrimento.1  

## Atuação no Brasil
Vidas silvestres - Uma das áreas de atuação da Proteção Animal Mundial é o alerta sobre o impacto do desmatamento – principalmente na Amazônia e no Cerrado – na destruição do habitat da fauna silvestre. Em parceria com outras entidades, a ONG monitora o resgate de animais silvestres que têm o seu habitat destruído pelas queimadas. A organização também defende a extinção do uso de animais na indústria do turismo e entretenimento, além de chamar a atenção que “silvestre não é pet”, por isso, não devem ser criados em residências, tendo em vista que só na natureza vão encontrar tudo o que realmente precisam para uma existência de qualidade. 
Sistemas alimentares – A organização luta pelo fim do atual modelo de fazendas industriais e defende o bem-estar animal e práticas mais humanas e sustentáveis em toda a cadeia de suprimentos de alimentos. A Proteção Animal Mundial chama a atenção que animais são seres vivos, por isso, não devem ser tratados como commodities. Outro viés de atuação é o alerta sobre o uso de antibióticos sem finalidades terapêuticas. Além de não priorizar o bem-estar animal, estudos mostram os impactos que essa prática causa na saúde humana. 

## Programa de voluntários
Em setembro de 2023, a Proteção Animal Mundial abriu o seu primeiro Programa de Voluntários no país. A iniciativa seleciona e capacita voluntários para atuar na promoção do bem-estar animal.   
Os voluntários terão a oportunidade de participar de atividades online e offline em todo o Brasil, incluindo o apoio às campanhas, eventos e ações em prol dos animais, além de contribuir para a conscientização nacional. 
O programa oferece capacitação profissional e pessoal, aprimoramento do currículo, networking e, principalmente, a chance de fazer a diferença na vida dos animais.   
Os candidatos ideais são aqueles que compartilham a paixão pela causa animal, têm comprometimento, habilidades de comunicação e desejam tornar o mundo mais justo.  
Interessados em se juntar de forma voluntária à causa, podem obter mais informações aqui.  

## Campanhas ativas
Haja Estômago! – A Campanha “Haja Estômago!” da Proteção Animal Mundial foi criada para evidenciar como o uso de antibióticos em animais na pecuária industrial está ligado ao problema da resistência antimicrobiana (AMR), uma ameaça global à saúde humana e animal. Essa prática levanta preocupações sobre o desenvolvimento de bactérias resistentes a antibióticos. Isso torna infecções mais difíceis de tratar e representa uma ameaça à saúde pública. O manejo adequado do uso de antibióticos na pecuária e consumo consciente são essenciais para abordar esse problema.  
Desmatamento no Prato - A campanha "Desmatamento no Prato" da Proteção Animal Mundial é uma iniciativa que visa destacar a ligação entre o desmatamento e a produção de alimentos, bem como os impactos adversos desse desmatamento na vida dos animais e no meio ambiente. A campanha tem como objetivo conscientizar o público sobre como as escolhas alimentares podem afetar as florestas tropicais e os ecossistemas naturais em todo o mundo.  
O desmatamento está frequentemente ligado à expansão da agricultura e à criação de gado, que são práticas comuns na produção de alimentos. Essa expansão frequentemente envolve a destruição de florestas tropicais e habitats naturais, o que tem sérios impactos sobre a biodiversidade e o bem-estar dos animais.   
A campanha busca incentivar as pessoas a fazerem escolhas alimentares mais sustentáveis, como reduzir o consumo de carne e produtos de origem animal associados ao desmatamento. Ela também busca promover práticas agrícolas e pecuárias sustentáveis, que minimizem o impacto no meio ambiente e garantam o bem-estar dos animais. 
Turismo Responsável - A Proteção Animal Mundial tem desenvolvido campanhas e petições de conscientização sobre o turismo responsável e a proteção dos animais em destinos turísticos em todo o mundo. Essas campanhas visam educar os turistas e a indústria do turismo sobre os impactos negativos que atividades envolvendo animais silvestres podem ter no bem-estar dos animais e no meio ambiente. 
As campanhas geralmente destacam práticas prejudiciais, como o turismo com interações próximas com animais selvagens, montaria em elefantes, nadar com golfinhos em cativeiro e outras atividades que envolvem exploração animal. Elas enfatizam que muitas dessas atrações causam sofrimento aos animais e podem contribuir para o declínio de espécies ameaçadas.   
A Proteção Animal Mundial promove o turismo responsável, encorajando os viajantes a fazer escolhas éticas ao planejar suas viagens, optando por experiências que respeitem os animais e o meio ambiente. Ao mesmo tempo, a organização trabalha com a indústria do turismo para promover práticas sustentáveis, como o apoio a santuários de animais, a observação de animais em seu ambiente natural e a participação em atividades que promovam a conservação e o bem-estar dos animais.  

## Algumas conquistas nos últimos 10 anos

### Vida Silvestre

#### 2012
A Proteção Animal Mundial promoveu o "Untangled" - o primeiro simpósio do mundo sobre o impacto do lixo marinho no bem-estar animal. O evento, parcialmente patrocinado pelo Programa das Nações Unidas para o Meio Ambiente (PNUMA), inspirou 60 especialistas internacionais a assinar uma declaração comprometendo-se a tomar medidas para proteger os animais marinhos. Essa ação serviu como base sólida para a Iniciativa Global de Combate à Pesca Fantasma, que criada em 2014.  
 2015  
A Proteção Animal Mundial lança a campanha “Silvestre não é entretenimento” que expôs os problemas do turismo com animais silvestres (como elefantes, leões, golfinhos, tigres e ursos) que são abusados para entreter turistas. Isso levou 88 empresas de viagens a se comprometerem, até o final de 2015, a não mais vender ou promover passeios de elefante. A Thomas Cook, uma das maiores empresas de viagens do mundo, finalmente deu ouvidos aos mais de 248 mil apoiadores da organização e seguiu o mesmo caminho em 2016.

### Sistemas Alimentares

#### 2012
A Proteção Animal Mundial convenceu as Nações Unidas a incluir o bem-estar animal nas discussões da Cúpula da Terra (Rio+20). Essa decisão inovadora marcou a primeira vez que os animais e a forma como eles são tratados foram considerados em discussões globais sobre desenvolvimento sustentável da ONU. Esse passo lançou as bases de que precisávamos para garantir que os animais de criação se tornassem uma parte central dos debates internacionais sobre alimentação e agricultura.  

#### 2013
A Proteção Animal Mundial realizou uma sólida pesquisa econômica prevendo o aumento da demanda, a longo prazo, por ovos livres de gaiolas na América do Norte. Essa pesquisa ajudou a conversar com varejistas, restaurantes, fabricantes de alimentos e grupos do setor sobre os benefícios econômicos e de reputação para mudar a criação para o sistema livre de gaiolas. No final de 2013, mais de 70 mil consumidores na América do Norte assinaram o compromisso em escolher ovos de galinhas criadas livres de gaiolas.   
1. ↑  «Xamã será a primeira onça-pintada macho a voltar à natureza no Brasil». Ecoa - Uol. 12 de fevereiro de 2023. Verifique data em: |data= (ajuda)
2. ↑  «Proteção Animal Mundial divulga relatório para promover o turismo amigo dos mamíferos marinhos». Neo Mundo. 5 de setembro de 2023. Consultado em 9 de fevereiro de 2024. Verifique data em: |acessodata=, |data= (ajuda)
3. ↑  «Proteção Animal Mundial chama atenção para macacos explorados como pets nas redes sociais». Cães e gatos. 18 setembro 2023. Consultado em 9 de fevereiro de 2024. Verifique data em: |acessodata=, |data= (ajuda)
4. ↑  «O QUE NÓS FAZEMOS - Animais silvestres: É hora de agir pelos animais selvagens!». Proteção Animal Mundial. Consultado em 09 de fevereiro de 2024. Verifique data em: |acessodata= (ajuda)
5. ↑  «Entidades cobram mais segurança sanitária na produção de alimentos de origem animal». Agência Câmara de Notícias. 28 de junho de 2023. Consultado em 08 de fevereiro de 2024. Verifique data em: |acessodata=, |data= (ajuda)
6. ↑  «Estamos nas ruas para saber como o público reage à realidade das porcas mães». Proteção Animal Mundial. 13 novembro 2018. Consultado em 9 de fevereiro de 2024. Verifique data em: |acessodata=, |data= (ajuda)
7. ↑  «75% dos antibióticos vendidos no mundo são usados em animais; excesso traz riscos à saúde humana». O Globo. 13 de agosto de 2023. Consultado em 9 de fevereiro de 2024. Verifique data em: |acessodata=, |data= (ajuda)